# Miguel Paz Barahona

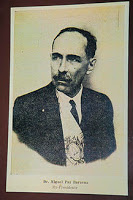
Miguel Paz Barahona

Miguel Paz Barahona (* 4. Dezember 1863 in Pinalejo, Santa Barbara; † 11. November 1937 in San Pedro Sula) war vom 1. Februar 1925 bis 1. Februar 1929 Präsident von Honduras.

## Leben

### Herkunft und frühe Laufbahn
Seine Eltern waren Isabel Barahona Leiva und Desiderio Paz. Er studierte Humanmedizin und Chirurgie an der Universidad de San Carlos de Guatemala.
1891 heiratete er Mariana Leiva Castro in Santa Cruz de Yojoa. Im Regierungskabinett seines Schwagers Francisco Bográn, 1919–1920, war er Entwicklungsminister.
Miguel Paz Barahona war 1823 Vorsitzender des Partido Nacional de Honduras.
Bei der Wahl im Oktober 1823 war Miguel Paz Barahona vom Kandidaten der PNH General Tiburcio Carías Andino zugesagt worden, dass er im Fall seiner Präsidentschaft, Paz zum Stellvertreter ernennen würde. Paz Barahona war 1923, 1924 Ratgeber von Carias.

### Präsidentschaft
Miguel Paz Barahona wurde mit den Präsidentschaftswahlen von 1924 Präsident, die Partido Liberal de Honduras hatte keinen Präsidentschaftskandidaten nominiert. Während seiner Präsidentschaft war Tiburcio Carías Andino der Machthaber.
Die Staatsverschuldung, welche aus dem Projekt der Ferrocarril Interoceánico beim Vereinigten Königreich unter der Regierung José María Medina 1867, 1869 und 1870 aufgelaufen war, wurde durch den Contrato Alcerro-King getilgt. Nach dem Wirtschaftswissenschaftler Arthur Young beliefen sich die Schulden durch Verzug und Zinse Anfang der 1920er Jahre auf 27.724.682 USD.
Er widerrief finanzielle Zusagen seiner Vorgängerregierungen an die Bananenunternehmen.
Während seiner Präsidentschaft boomte der Bananenexport von der Nordküste. Honduras stieg zum exportstärksten Bananenproduzenten der Welt auf. Durch eine Exportsteuer war auch der Staat daran beteiligt.
Paz Barahona verfügte eine Amnestie für Verbrechen im Bürgerkrieg von 1923/1924, den Exilierten wurde die Rückkehr zugesagt. Journalisten und Kritiker der USA wurden verfolgt. Froilán Turcios  wurde verfolgt.
Bei den Präsidentschaftswahlen 1928 wurde Vicente Mejia Colindres der Opposition der Partido Liberal de Honduras gewählt.
Der Kandidat des Partido Nacional de Honduras war Tiburcio Carías Andino.

## Regierungskabinett
- Stellvertreter Presentación Quezada, Anwalt der United Fruit Company[2]
- Regierungsminister, Minister für Justizverwaltung und Gesundheit: Juan Manuel Gálvez, Cecilio Colíndres Zepeda, José María Casco.
- Außenministerium (Honduras): Salvador Aguirre, Fausto Dávila.
- Kriegs- und Luftfahrtministerium: Francisco Martínez Funez, Vicente Tosta Carrasco.
- Finanzminister: Ramón Alcerro–Castro, Octavio R. Ugarte, Federico Boquín B.
- Innenjustizministerer: Antonio C. Rivera, Presentación Centeno.
- Minister für Entwicklung, Landwirtschaft und Arbeit: Rafael Díaz Chávez, M. R. Moncada.

Er war Abgeordneter und Vorsitzender des Parlamentes von Mai bis Juni 1934.
Er wohnte viele Jahre in San Pedro Sula und arbeitete als Arzt.
1936 bekannte er sich öffentlich gegen die von Tiburcio Carías Andino angestrebte Verfassungsänderung zur Wiederwahl von Carías.